# Region West (Senior League Baseball World Series)
Die Region West ist eine der fünf Regionen der Vereinigten Staaten, welche Teilnehmer an die Senior League Baseball World Series entsendeten. Die Region West nimmt seit 1961 an diesem Turnier teil.
Bis 2004 war die Region in vier Divisionen aufgeteilt. Die Sieger jeder Division spielten um den Startplatz an den Junior League World Series. Seit 2005 spielen alle zugeordneten Staaten an einem gemeinsamen Turnier um den Startplatz.

## Teilnehmende Staaten
Folgende Staaten sind in dieser Region organisiert:
- Alaska
- Arizona
- Hawaii
- Idaho
- Montana
- Nevada
- Nordkalifornien
- Oregon
- Südkalifornien
- Utah
- Washington

Der Gastgeber stellt zusätzlich eine Mannschaft.

## Regionale Meisterschaften seit 2001
Die jeweiligen Gewinner sind grün markiert.
| Jahr | Gastgeber                   | Alaska                 | Arizona                     | Hawaii                         | Idaho                    | Montana                               | Nevada                                | Nordkalifornien                   | Oregon                                           | Südkalifornien                                         | Utah                       | Washington                                                    |
| ---- | --------------------------- | ---------------------- | --------------------------- | ------------------------------ | ------------------------ | ------------------------------------- | ------------------------------------- | --------------------------------- | ------------------------------------------------ | ------------------------------------------------------ | -------------------------- | ------------------------------------------------------------- |
| 2001 | Kein Teilnehmer             | Kein Teilnehmer        | Kein Teilnehmer             | Maui City LL Maui              | Kein Teilnehmer          | Kein Teilnehmer                       | Kein Teilnehmer                       | Sunnyvale LL Sunnyvale            | Kein Teilnehmer                                  | East Anaheim LL Anaheim                                | Dixie LL St. George        | Kein Teilnehmer                                               |
| 2002 | Kein Teilnehmer             | Kein Teilnehmer        | Coronado LL Tucson          | Central East LL Wailuku        | Kein Teilnehmer          | Kein Teilnehmer                       | Kein Teilnehmer                       | Lincoln Glen LL San José          | Kein Teilnehmer                                  | Eastview LL San Pedro                                  | Kein Teilnehmer            | Kein Teilnehmer                                               |
| 2003 | Kein Teilnehmer             | Kein Teilnehmer        | Diamond Back LL Phoenix     | Hilo LL Hilo                   | Kein Teilnehmer          | Kein Teilnehmer                       | Kein Teilnehmer                       | Lincoln Glen LL San José          | Kein Teilnehmer                                  | Eastview LL San Pedro                                  | Kein Teilnehmer            | Kein Teilnehmer                                               |
| 2004 | Kein Teilnehmer             | Kein Teilnehmer        | Kein Teilnehmer             | Pearl City LL Pearl City       | Kein Teilnehmer          | Kein Teilnehmer                       | Paradise Valley National LL Las Vegas | Roseville West LL Roseville       | Kein Teilnehmer                                  | El Rio LL El Rio                                       | Kein Teilnehmer            | Kein Teilnehmer                                               |
| 2005 | Cascade LL Turner           | Ketchikan LL Ketchikan | Holiday Park LL Phoenix     | Pearl City LL Pearl City       | Northwest Ada LL Boise   | Boulder Arrowhead LL Billings         | Redrock LL Las Vegas                  | Milpitas National LL Milpitas     | Brookings-Harbor LL Brookings                    | Palmdale LL Palmdale                                   | Snow Canyon LL Santa Clara | Glenwood LL Vancouver                                         |
| 2006 | Cascade LL Salem            | Sitka LL Sitka         | Mountain View LL Scottsdale | Pearl City LL Pearl City       | Emmett LL Emmett         | Boulder Arrowhead LL Billings         | Central LL Las Vegas                  | Milpitas National LL Milpitas     | Lents LL Portland                                | East Anaheim LL Anaheim                                | Kein Teilnehmer            | Northwest LL Seattle                                          |
| 2007 | Kein Teilnehmer             | Ketchikan LL Ketchikan | Sunnyside LL Tucson         | Hilo American/National LL Hilo | Emmett LL Emmett         | Granite Peak LL Columbus              | Pahrump LL Pahrump                    | Branham Hills LL San José         | Illinois Valley LL Cave Junction                 | Patriot Junior/Senior American & National LL San Diego | Kein Teilnehmer            | East Jefferson/South Jefferson/Port Townsend LL Port Townsend |
| 2008 | Kein Teilnehmer             | Sitka LL Sitka         | Sunnyside LL Tucson         | Pearl City LL Pearl City       | Kein Teilnehmer          | Mt. Jumbo East/West LL Missoula       | Summerlin North LL Las Vegas          | Eastern/Carmichael LL Sacramento  | Redmond LL Redmond                               | Port Hueneme LL Port Hueneme                           | Kein Teilnehmer            | Steel Lake LL Kent                                            |
| 2009 | Canyon Hills LL Chino Hills | Sitka LL Sitka         | Mountain View LL Scottsdale | Hilo American/National LL Hilo | Post Falls LL Post Falls | Laurel LL Laurel                      | Redrock LL Las Vegas                  | Niles-Centerville LL Fremont      | Lents/Mt. Hood/Montavilla LL Portland            | Corona National LL Corona                              | Kein Teilnehmer            | Evergreen LL Vancouver                                        |
| 2010 | Creekside-Ranch LL Ontario  | Ketchikan LL Ketchikan | Mountain View LL Scottsdale | Hilo LL Hilo                   | Kein Teilnehmer          | Lockwood LL Billings                  | Redrock LL Las Vegas                  | Union City American LL Union City | Cascade LL Turner                                | Manhattan Beach LL Manhattan Beach                     | Kein Teilnehmer            | Kent/Chinook LL Kent/Buckley                                  |
| 2011 | Chino LL Chino              | Kein Teilnehmer        | Mountain View LL Scottsdale | Hilo LL Hilo                   | Kein Teilnehmer          | Laurel LL Laurel                      | Mountain Ridge LL Las Vegas           | Rocklin LL Rocklin                | Redmond LL Redmond                               | Manhattan Beach LL Manhattan Beach                     | Kein Teilnehmer            | Kent/Chinook LL Kent/Buckley                                  |
| 2012 | Chino National LL Chino     | Kein Teilnehmer        | Holiday Park LL Phoenix     | Hilo LL Hilo                   | Kein Teilnehmer          | Burlington LL Billings                | Carson City LL Carson City            | Sunnyvale National LL Sunnyvale   | Redmond LL Redmond                               | Lemon Grove LL Lemon Grove                             | Kein Teilnehmer            | Stilly Valley LL Arlington                                    |
| 2013 | Upland National LL Upland   | Kein Teilnehmer        | Nogales National LL Nogales | Pearl City LL Pearl City       | Kein Teilnehmer          | Burlington/Central Giants LL Billings | Kein Teilnehmer                       | Rocklin LL Rocklin                | Clackamas LL Clackamas                           | Manhattan Beach LL Manhattan Beach                     | Kein Teilnehmer            | Columbia LL Vancouver                                         |
| 2014 | Chino National LL Chino     | Kein Teilnehmer        | Nogales National LL Nogales | Central East Maui LL Wailuku   | Kein Teilnehmer          | Boulder Arrowhead LL Billings         | Mountain Ridge LL Las Vegas           | Corning LL Corning                | Clackamas LL/Mountain View LL Clackamas/Damascus | Manhattan Beach LL Manhattan Beach                     | Kein Teilnehmer            | Lewis River LL Woodland                                       |
| 2015 |                             |                        |                             |                                |                          |                                       |                                       |                                   |                                                  |                                                        |                            |                                                               |

## Resultate an den Senior League World Series

### Nach Jahr
| Jahr | Mannschaft                | Stadt           | Klassierung        | W-L |
| ---- | ------------------------- | --------------- | ------------------ | --- |
| 1961 |                           |                 |                    |     |
| 1962 |                           |                 |                    |     |
| 1963 |                           |                 |                    |     |
| 1964 |                           |                 |                    |     |
| 1965 |                           |                 |                    |     |
| 1966 |                           |                 |                    |     |
| 1967 |                           |                 |                    |     |
| 1968 |                           |                 |                    |     |
| 1969 |                           | Sacramento      | Weltmeister        |     |
| 1970 |                           |                 |                    |     |
| 1971 |                           | La Habra        | Weltmeister        |     |
| 1972 |                           |                 |                    |     |
| 1973 |                           |                 |                    |     |
| 1974 |                           |                 |                    |     |
| 1975 |                           |                 |                    |     |
| 1976 |                           | ʻAiea           | 2. Platz           |     |
| 1977 |                           |                 |                    |     |
| 1978 |                           |                 |                    |     |
| 1979 |                           |                 |                    |     |
| 1980 |                           |                 |                    |     |
| 1981 |                           | San Ramon       | 2. Platz           |     |
| 1982 |                           | Santa Barbara   | Weltmeister        |     |
| 1983 |                           |                 |                    |     |
| 1984 |                           |                 |                    |     |
| 1985 |                           |                 |                    |     |
| 1986 |                           |                 |                    |     |
| 1987 |                           |                 |                    |     |
| 1988 |                           |                 |                    |     |
| 1989 |                           |                 |                    |     |
| 1990 |                           | San Ramon       | 2. Platz           |     |
| 1991 |                           | Pearl City      | 2. Platz           |     |
| 1992 |                           |                 |                    |     |
| 1993 |                           |                 |                    |     |
| 1994 |                           |                 |                    |     |
| 1995 |                           |                 |                    |     |
| 1996 |                           | Thousand Oaks   | 2. Platz           |     |
| 1997 |                           | Yucaipa         | 2. Platz           |     |
| 1998 |                           | Diamond Bar     | Weltmeister        |     |
| 1999 |                           |                 |                    |     |
| 2000 |                           |                 |                    |     |
| 2001 | Sunnyvale LL              | Sunnyvale       | 3. Platz           | 4–2 |
| 2002 | Eastview LL               | San Pedro       | 3. Platz (geteilt) | 3–2 |
| 2003 | Hilo LL                   | Hilo            | Weltmeister        | 5–1 |
| 2004 | El Rio LL                 | El Rio          | 2. Platz           | 4–2 |
| 2005 | Pearl City LL             | Pearl City      | 2. Platz           | 5–1 |
| 2006 | Pearl City LL             | Pearl City      | 2. Platz           | 5–1 |
| 2007 | Hilo American/National LL | Hilo            | 3. Platz (geteilt) | 4–1 |
| 2008 | Pearl City LL             | Pearl City      | 3. Platz, Gruppe A | 2–2 |
| 2009 | Niles-Centerville LL      | Fremont         | 2. Platz           | 5–1 |
| 2010 | Manhattan Beach LL        | Manhattan Beach | 3. Platz (geteilt) | 4–1 |
| 2011 | Hilo LL                   | Hilo            | Weltmeister        | 6–0 |
| 2012 | Lemon Grove LL            | Lemon Grove     | 2. Platz           | 5–1 |
| 2013 | Pearl City LL             | Pearl City      | 3. Platz (geteilt) | 4–1 |
| 2014 | Central East Maui LL      | Wailuku         | 3. Platz, Gruppe A | 2–2 |
| 2015 |                           |                 |                    |     |

 Stand nach den Senior League World Series 2014